# Chico Muchanga
Francisco Lopes Muchanga znany jako Chico Muchanga (ur. 5 listopada 1991 w Beirze) – mozambicki piłkarz grający na pozycji środkowego obrońcy. Od 2022 jest zawodnikiem klubu CD Costa do Sol.

## Kariera klubowa
Swoją karierę piłkarską Muchanga rozpoczął w klubie Sporting Beira. W 2010 roku zadebiutował w jego barwach w pierwszej lidze mozambickiej. W 2011 roku grał w Ferroviário Maputo i zdobył z nim Puchar Mozambiku. W sezonie 2012 był piłkarzem klubu Liga Muçulmana. Sięgnął z nim po krajowy puchar. W latach 2013–2019 ponownie był piłkarzem Ferroviário Maputo. W sezonie 2015 został z nim mistrzem, a w sezonie 2018 wicemistrzem Mozambiku. W latach 2019–2021 był graczem południowoafrykańskiego drugoligowego TS Sporting FC. W 2022 został piłkarzem CD Costa do Sol.

## Kariera reprezentacyjna
W reprezentacji Mozambiku Muchanga zadebiutował 23 kwietnia 2011 w wygranym 2:0 towarzyskim meczu z Tanzanią, rozegranym w Maputo. 